# Eurovision Song Contest 1993
Il trentottesimo Concorso Eurovisione della Canzone si tenne a Millstreet (Irlanda) il 15 maggio 1993.

## Storia
Nel 1993 ci furono 25 paesi in gara. La Jugoslavia si ritirò (in effetti il paese non esisteva più), ma tre delle ex repubbliche jugoslave - Bosnia ed Erzegovina, Croazia e Slovenia - fecero il loro debutto: questi tre paesi vinsero una competizione preliminare, denominata Kvalifikacija za Millstreet (Qualificazione per Millstreet), tenutasi il 3 aprile 1993 fra sette paesi dell'Europa dell'Est che volevano partecipare al “Gran Premio dell'Eurovisione” (oltre ai tre già citati ci furono Estonia, Romania, Slovacchia e Ungheria). I quattro paesi non classificatisi avrebbero preso parte al concorso del 1994 secondo le modalità rese note più tardi. L’edizione di Millstreet fu l’ultima a cui il Lussemburgo prese parte: complice anche il sistema di relegazione in vigore in quegli anni (secondo cui gli ultimi Paesi classificati non avrebbero potuto partecipare all’edizione successiva), il Granducato, eliminato per l’edizione 1994, scelse di non ritornare in gara per oltre tre decenni, fino all'edizione del 2024.
Le cartoline di presentazione dei cantanti mostravano gli artisti di ogni paese filmati in Irlanda durante la settimana di prove dello show. La città che ospitava la manifestazione fu la piccola Millstreet. Un ricco abitante del luogo offrì la sua scuola di equitazione alla RTÉ come sede, cosa che la televisione irlandese accettò di buon grado, diminuendo così i costi di produzione. L'Irlanda, dopo la vittoria dell'anno precedente, vinse per la quinta volta il concorso grazie alla voce di Niamh Kavanagh e al brano In your eyes. Enrico Ruggeri rappresenta l'Italia con il brano Sole d'Europa, piazzandosi al dodicesimo posto.

## Stati partecipanti

Paesi partecipanti
Paesi che hanno partecipato in passato ma non hanno partecipato nel 1993
Paesi che non si sono classificati per la preselezione di Lubiana

Paesi partecipanti
     Paesi che hanno partecipato in passato ma non hanno partecipato nel 1993
     Paesi che non si sono classificati per la preselezione di Lubiana
| Stato                   | Artista                               | Brano                      | Lingua                   | Processo di selezione                                                                 |
| ----------------------- | ------------------------------------- | -------------------------- | ------------------------ | ------------------------------------------------------------------------------------- |
| Austria                 | Tony Wegas                            | Maria Magdalena            | Tedesco                  | Finale nazionale                                                                      |
| Belgio                  | Barbara Dex                           | Iemand als jij             | Olandese                 | Eurosong 1993, 6 marzo 1993                                                           |
| Bosnia ed Erzegovina    | Fazla                                 | Sva bol svijeta            | Serbo-croato             | BH Eurosong 1993, 28 febbraio 1993                                                    |
| Cipro                   | Kyriakos Zympoulakis & Dimos Van Beke | Mi Stamatas                | Greco                    | Finale nazionale                                                                      |
| Croazia                 | Put                                   | Don't Ever Cry             | Croato, Inglese          | Dora 1993, 28 febbraio 1993                                                           |
| Danimarca               | Tommy Seebach Band                    | Under stjernerne på himlen | Danese                   | Dansk Melodi Grand Prix 1993, 3 aprile 1993                                           |
| Finlandia               | Katri Helena                          | Tule luo                   | Finlandese               | Euroviisukarsinta 1993, 6 marzo 1993                                                  |
| Francia                 | Patrick Fiori                         | Mama Corsica               | Francese, Corso          | Interno                                                                               |
| Germania                | Münchener Freiheit                    | Viel zu weit               | Tedesco                  | Interno                                                                               |
| Grecia                  | Kaitī Garbī                           | Ellada, chōra tou fōtos    | Greco                    | Interno                                                                               |
| Irlanda (organizzatore) | Niamh Kavanagh                        | In Your Eyes               | Inglese                  | Eurosong 1993, 14 marzo 1993                                                          |
| Islanda                 | Inga                                  | Þá veistu svarið           | Islandese                | Söngvakeppni Sjónvarpsins 1993, 20 febbraio 1993                                      |
| Israele                 | Sarah'le Sharon & The Shiru Group     | Shiru                      | Ebraico, Inglese         | Kdam Eurovision 1993                                                                  |
| Italia                  | Enrico Ruggeri                        | Sole d'Europa              | Italiano                 | Festival di Sanremo 1993 per l'artista, 27 febbraio 1993; Scelta interna per il brano |
| Lussemburgo             | Modern Times                          | Donne-moi une chance       | Francese, Lussemburghese | Interno                                                                               |
| Malta                   | William Mangion                       | This Time                  | Inglese                  | Malta Song for Europe 1993, 13 marzo 1993                                             |
| Norvegia                | Silje Vige                            | Alle mine tankar           | Norvegese                | Melodi Grand Prix 1993, 6 marzo 1993                                                  |
| Paesi Bassi             | Ruth Jacott                           | Vrede                      | Olandese                 | Interno per l'artista; Nationaal Songfestival 1993 per il brano, 26 marzo 1993        |
| Portogallo              | Anabela                               | A cidade (até ser dia)     | Portoghese               | Festival da Canção 1993, 11 marzo 1993                                                |
| Regno Unito             | Sonia                                 | Better the Devil You Know  | Inglese                  | Interno per l'artista; A Song For Europe 1993 per il brano, 9 aprile 1993             |
| Slovenia                | 1X Band                               | Tih deževen dan            | Sloveno                  | Slovenski izbor za Pesem Evrovizije 1993, 27 febbraio 1993                            |
| Spagna                  | Eva Santamaría                        | Hombres                    | Spagnolo                 | Interno                                                                               |
| Svezia                  | Arvingarna                            | Eloise                     | Svedese                  | Melodifestivalen 1993, 5 marzo 1993                                                   |
| Svizzera                | Annie Cotton                          | Moi, tout simplement       | Francese                 | Concours Eurovision 1993, 6 febbraio 1993                                             |
| Turchia                 | Burak Aydos                           | Esmer Yarim                | Turco                    | 17. Eurovision Şarkı Yarışması Türkiye Finali, 13 marzo 1993                          |

Paesi non qualificati 

| Stato      | Artista         | Brano                       | Lingua    | Processo di selezione                                               |
| ---------- | --------------- | --------------------------- | --------- | ------------------------------------------------------------------- |
| Estonia    | Janika Sillamaa | Muretut meelt ja südametuld | Estone    | Interno per l'artista; Eurolaul 1993 per il brano, 20 febbraio 1993 |
| Romania    | Dida Drăgan     | Nu pleca                    | Rumeno    | Selecția Națională 1993, 16 gennaio 1993                            |
| Slovacchia | Elán            | Amnestia na neveru          | Slovacco  | Interno                                                             |
| Ungheria   | Andrea Szulák   | Árva reggel                 | Ungherese | Interno                                                             |

### Artisti ritornanti
- Tommy Seebach (una parte del gruppo "Seebach Band") - Danimarca 1979, Danimarca 1981 (insieme a Debbie Cameron)
- Tony Wegas - Austria 1992
- Katri Helena - Finlandia 1979

## Struttura di voto
Ogni paese premia con dodici, dieci, otto e dal sette all'uno, punti per le proprie dieci canzoni preferite.

## Orchestra
Diretta dai maestri: Olli Ahvenlahti (Finlandia), Haris Andreadis (Grecia), Andrej Basa (Croazia), Bert Candries (Belgio), Vittorio Cosma (Italia), Christian Cravero (Francia), Norbert Daum (Germania), Amir Frohlich (Israele), Francis Goya (Lussemburgo), Curt-Eric Holmquist (Svezia), Noel Kelehan (Irlanda e Bosnia ed Erzegovina), George Keller (Danimarca), Christian Kolonovits (Austria), Eduardo Leiva (Spagna), Rolf Løvland (Norvegia), Armindo Neves (Portogallo), Jose Privsek (Slovenia), Joseph Sammut (Malta), Jon Kjell Seljeseth (Islanda), Marc Sorrentino (Svizzera), George Theophanous (Cipro), Harry van Hoof (Paesi Bassi) e Nigel Wright (Regno Unito). La canzone turca non usa accompagnamento orchestrale.

## Ordine e Classifica
I paesi segnati in grassetto partecipano all'Eurovision Song Contest 1994
| N° | Stato                | Cantante               | Canzone                           | Punti | Posizione |
| -- | -------------------- | ---------------------- | --------------------------------- | ----- | --------- |
| 01 | Italia               | Enrico Ruggeri         | Sole d'Europa                     | 45    | 12        |
| 02 | Turchia              | Burak Aydos            | Esmer yarim                       | 10    | 21        |
| 03 | Germania             | Münchener Freiheit     | Viel zu weit                      | 18    | 18        |
| 04 | Svizzera             | Annie Cotton           | Moi, tout simplement              | 148   | 3         |
| 05 | Danimarca            | Seebach Band           | Under stjernerne på himlen        | 9     | 22        |
| 06 | Grecia               | Kaitī Garbī            | Ellada, chōra tou fōtos           | 64    | 9         |
| 07 | Belgio               | Barbara Dex            | Iemand als jij                    | 3     | 25        |
| 08 | Malta                | William Mangion        | This Time                         | 69    | 8         |
| 09 | Islanda              | Inga                   | Þá veistu svarið                  | 42    | 13        |
| 10 | Austria              | Tony Wegas             | Maria Magdalena                   | 32    | 14        |
| 11 | Portogallo           | Anabela                | A cidade até ser dia              | 60    | 10        |
| 12 | Francia              | Patrick Fiori          | Mama Corsica                      | 121   | 4         |
| 13 | Svezia               | Arvingarna             | Eloise                            | 89    | 7         |
| 14 | Irlanda              | Niamh Kavanagh         | In Your Eyes                      | 187   | 1         |
| 15 | Lussemburgo          | Modern Times           | Donne-moi une chance (de te dire) | 11    | 20        |
| 16 | Slovenia             | 1X Band                | Tih deževen dan                   | 9     | 22        |
| 17 | Finlandia            | Katri Helena           | Tule luo                          | 20    | 17        |
| 18 | Bosnia ed Erzegovina | Fazla                  | Sva bol svijeta                   | 27    | 16        |
| 19 | Regno Unito          | Sonia                  | Better the Devil You Know         | 164   | 2         |
| 20 | Paesi Bassi          | Ruth Jacott            | Vrede                             | 92    | 6         |
| 21 | Croazia              | Put                    | Don't Ever Cry                    | 31    | 15        |
| 22 | Spagna               | Eva Santamaría         | Hombres                           | 58    | 11        |
| 23 | Cipro                | Zymboulakis & Van Beke | Mi stamatas                       | 17    | 19        |
| 24 | Israele              | Lahakat Shiru          | Shiru                             | 4     | 24        |
| 25 | Norvegia             | Silje Vige             | Alle mine tankar                  | 120   | 5         |

12 punti
| N. | A                    | Da                                                               |
| -- | -------------------- | ---------------------------------------------------------------- |
| 7  | Irlanda              | Italia, Malta, Norvegia, Regno Unito, Slovenia, Svezia, Svizzera |
| 4  | Regno Unito          | Austria, Belgio, Israele, Islanda                                |
| 3  | Norvegia             | Croazia, Finlandia, Grecia                                       |
| 3  | Svizzera             | Francia, Germania, Lussemburgo                                   |
| 2  | Francia              | Danimarca, Portogallo                                            |
| 2  | Portogallo           | Paesi Bassi, Spagna                                              |
| 1  | Austria              | Bosnia e Erzegovina                                              |
| 1  | Bosnia ed Erzegovina | Turchia                                                          |
| 1  | Grecia               | Cipro                                                            |
| 1  | Paesi Bassi          | Irlanda                                                          |